# Den Grooten Helm
Den Grooten Helm is een uit 1583 daterend handelshuis, gelegen aan de Oudegracht in Utrecht.

## Geschiedenis
Het handelshuis wordt voor het eerst vermeld in 1583. In het begin was het huis 5 meter breed en 6 meter diep en lag het naast een steegje dat toegang gaf tot een ander, achter het huis gelegen, huisje.
Een klein huisje, dat aan de linkerkant van het handelshuis stond, werd in 1715 afgebroken.  
In de 18de eeuw werd er een wagenschuur, met mansardedak, aan de rechterzijde bijgebouwd.
In 1865 werden de wagenschuur en de schuur aan de achterkant als extra woongedeeltes aan het huis toegevoegd. Het aan het achtererf gelegen huisje werd hierbij afgebroken.

## Bewoners
In de negentiende tot aan begin twintigste eeuw bevond zich een speelgoedwinkel in het pand. Het huis bood ook onderdak aan de huis- en kunstschilder J.P.C. Grolman en zijn broer. 
Vanaf de jaren twintig van de twintigste eeuw tot aan het jaar 1978 was er een makelaarskantoor, de firma Waltman, in het handelshuis te vinden. 
Nadat de firma Waltman het pand verlaten had nam het advocatenkantoor Simon en Doedens het gebouw in gebruik, en bleven daar tot in het jaar 2012. Vanaf 2014 biedt het pand weer onderdak aan een handelshuis en woningen. Vanaf 2015 is er op de begane grond een espressobar gevestigd.

## Trivia
- De voorgevel is een van de twee laatste gevels die nog met tegels van de Westravenfabriek in Utrecht zijn betegeld.